# Sun City (album)
| Recensione | Giudizio |
| ---------- | -------- |
| AllMusic   |          |

Sun City - Artists United Against Apartheid è un album del 1985 del supergruppo Artists United Against Apartheid.

## Tracce
Tutte le tracce sono state realizzate dagli Artists United Against Apartheid eccetto dove indicato.
Lato A
1. Sun City – 7:26 (Steven Van Zandt con Zak Starkey, Ringo Starr)
2. No More Apartheid – 7:07 (Peter Gabriel e L. Shankar)
3. Revolutionary Situation – 6:07

Lato B
1. Sun City (Versione II) – 5:42
2. Let Me See Your I.D. – 7:29 (con Gil Scott-Heron, Miles Davis, Grandmaster Melle Mel, Peter Wolf, Sonny Okosuns, Malopoets, Duke Bootee, Ray Baretto, Peter Garrett)
3. The Struggle Continues – 7:01 (con Miles Davis, Stanley Jordan, Herbie Hancock, Sonny Okosuns, Ron Carter, Tony Williams, Richard Scher)
4. Silver and Gold – 4:41

### Traccia bonus
1. Sun City (Versione III) –  9:35